# تو چینز
تو چِینز (به انگلیسی: 2 Chainz) (متولد ۱۲ سپتامبر ۱۹۷۷) خواننده سبک هیپ هاپ آمریکایی است. وی زاده شهر کالج پارک در ایالت جورجیا است. در دوران دبیرستان با مونیکا هم‌مدرسه‌ای بوده. مونیکا نیز همانند او خواننده است. در دوران دبیرستان وی روی به ورزش بسکتبال نیز آورد.
۲چینز دانش‌آموخته دانشگاه دانشگاه ایالتی آلاباما است.

## پیشینه بازی در بسکتبال کالج
او بعدها توسط بورس تحصیلی در دانشگاه ایالتی آلاباما تحصیل کرد٬ و در سال ١٩٩٥ تا ١٩٩٧ در تیم بسکتبال بازی می کرد.

## مشکلات قانونی
در ۱۴ فوریه ۲۰۱۳ وی بخاطر همراه داشتن ماریجوآنا در مریلند بازداشت شد.
در ژوئن ۲۰۱۳ نیز وی در فرودگاه لس‌آنجلس بخاطر همراه داشتن ماریجوآنا بازداشت شد.